# Abaia

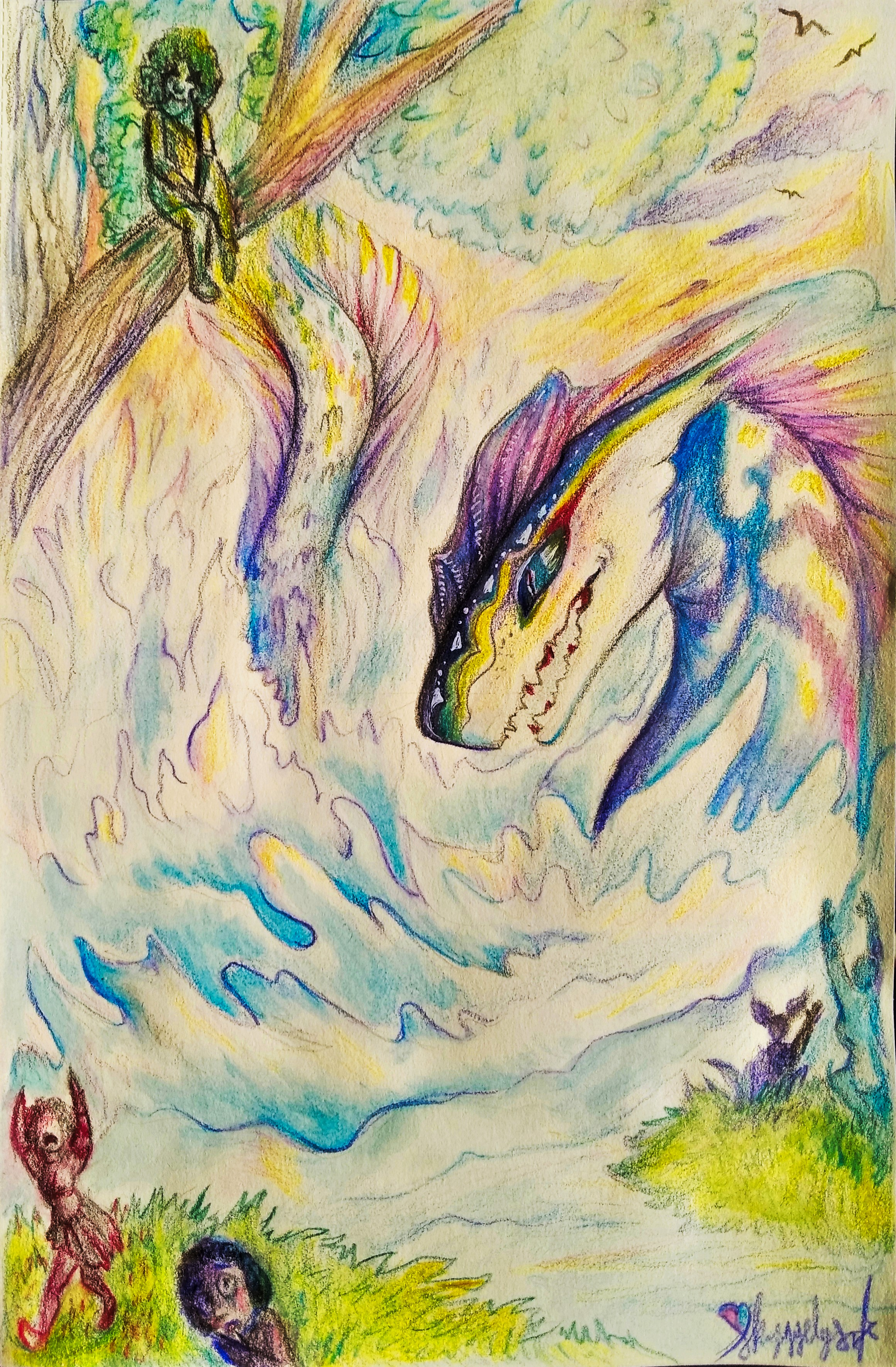
Imagem que representa Abaixa, o monstro marinho

Abaia é um monstro marinho que aparece no livro The Book of the New Sun, de Gene Wolfe. Na história, é uma enguia mágica que habita lagos de água doce na Melanésia.
Segundo a mitologia do livro, a Abaia é um tipo grande de enguia que habita o inferior dos lagos de água doce no Fiji, Ilhas Salomão e Vanuatu. A Abaia protege todos os filhotes do lago contra qualquer um que possa prejudicá-los ou perturbá-los. Diz-se que aqueles que são tolos o suficiente para tentar pegar os peixes de um lago contendo uma Abaia são imediatamente engolidos por uma grande onda causada pela sua poderosa cauda.
Outra versão da lenda diz que, se alguém viesse prejudicar uma criatura no lar da Abaia, esta causaria uma grande tempestade inundando a terra e afogando aqueles que causaram o dano.
Apesar da Abaia ser fruto da imaginação humana, algumas pessoas acreditam que a lenda provem de encontros reais de pessoas com uma espécie de enguia gigante não identificada no fundo de lagos.